# Yang Tsung-hua
Yang Tsung-hua (chinesisch 楊宗樺, Pinyin Yáng Zōnghuà, W.-G. Yang Tsung-hua; * 29. März 1991 in Hsinchu) ist ein taiwanischer Tennisspieler.

## Karriere
Yang Tsung-hua spielt hauptsächlich auf der ATP Challenger Tour und der ITF Future Tour.
Er konnte bislang drei Einzel- und zehn Doppelsiege auf der ITF Future Tour feiern. Auf der ATP Challenger Tour gewann er bis jetzt neun Doppelturniere. Zum 26. September 2011 durchbrach er erstmals die Top 200 der Weltrangliste im Einzel und seine höchste Platzierung war ein 164. Rang im Mai 2012. Im Doppel durchbrach er erstmals zum 23. November 2009 die Top 150 und erreichte als Bestwert den 144. Platz im November 2009.
Yang Tsung-hua spielt seit 2008 für die taiwanische Davis-Cup-Mannschaft. Für diese trat er in elf Begegnungen an, wobei er im Einzel eine Bilanz von 5:12 und im Doppel eine Bilanz von 3:3 aufzuweisen hat.

## Erfolge
| Legende (Anzahl der Siege)  |
| Grand Slam                  |
| ATP World Tour Finals       |
| ATP World Tour Masters 1000 |
| ATP World Tour 500          |
| ATP World Tour 250          |
| ATP Challenger Tour (12)    |

### Doppel

#### Turniersiege
| Nr. | Datum              | Turnier       | Belag         | Partner           | Finalgegner                                | Ergebnis           |
| --- | ------------------ | ------------- | ------------- | ----------------- | ------------------------------------------ | ------------------ |
| 1.  | 29. August 2009    | Almaty        | Hartplatz     | Denys Moltschanow | Pierre-Ludovic Duclos Alexei Kedrjuk       | 4:6, 7:65, [11:9]  |
| 2.  | 22. November 2009  | Yokohama      | Hartplatz     | Yi Chu-huan       | Alexei Kedrjuk Junn Mitsuhashi             | 6:79, 6:3, [12:10] |
| 3.  | 31. Juli 2011      | Wuhai         | Hartplatz     | Lee Hsin-han      | Feng He Zhang Ze                           | 6:2, 7:64          |
| 4.  | 19. Mai 2013       | Busan         | Hartplatz     | Peng Hsien-yin    | Jeong Suk-young Lim Yong-kyu               | 6:4, 6:3           |
| 5.  | 27. September 2015 | Kaohsiung (1) | Hartplatz     | Hsieh Cheng-peng  | Gong Maoxin Peng Hsien-yin                 | 6:2, 6:2           |
| 6.  | 1. Mai 2016        | Taipeh        | Teppich (i)   | Hsieh Cheng-peng  | Frederik Nielsen David O’Hare              | 7:66, 6:4          |
| 7.  | 23. Juli 2016      | Gimcheon      | Hartplatz     | Hsieh Cheng-peng  | Nicolás Barrientos Ruben Gonzales          | kampflos           |
| 8.  | 11. August 2018    | Jinan         | Hartplatz     | Hsieh Cheng-peng  | Alexander Bublik Alexander Pawljutschenkow | 7:65, 4:6, [10:5]  |
| 9.  | 23. September 2018 | Kaohsiung (2) | Hartplatz     | Hsieh Cheng-peng  | Hsu Yu-hsiou Wang Yeu-tzuoo                | 6:73, 6:2, [10:8]  |
| 10. | 15. Juni 2019      | Schymkent     | Sand          | Nikola Čačić      | André Göransson Marc-Andrea Hüsler         | 6:4, 6:4           |
| 11. | 22. September 2019 | Kaohsiung (3) | Hartplatz (i) | Hsieh Cheng-peng  | Evan King Hunter Reese                     | 6:4, 7:64          |
| 12. | 2. November 2019   | Shenzhen II   | Hartplatz     | Hsieh Cheng-peng  | Michail Jelgin Ramkumar Ramanathan         | 6:2, 7:5           |

## Abschneiden bei Grand-Slam-Turnieren

### Junioreneinzel
| Turnier         | 2008 | Karriere |
| --------------- | ---- | -------- |
| Australian Open | F    | F        |
| French Open     | S    | S        |
| Wimbledon       | AF   | AF       |
| US Open         | HF   | HF       |

### Juniorendoppel
| Turnier         | 2008 | Karriere |
| --------------- | ---- | -------- |
| Australian Open | S    | S        |
| French Open     | VF   | VF       |
| Wimbledon       | S    | S        |
| US Open         | VF   | VF       |

Zeichenerklärung: S = Turniersieg; F, HF, VF, AF = Einzug ins Finale / Halbfinale / Viertelfinale / Achtelfinale; 1, 2, 3 = Ausscheiden in der 1. / 2. / 3. Hauptrunde; nicht ausgetragen